# Samuel Mbappé Léppé
Samuel Mbappé Léppé   (Douala, 1936 - Douala, 25 de desembre de 1985) fou un futbolista camerunès de la dècada de 1960.
Fou internacional amb la selecció de futbol del Camerun. Pel que fa a clubs, destacà a Oryx Douala.